# المؤلفة قلوبهم
تأليف القلوب عند الفقهاء هو استمالتها بالإحسان والمودة.

## لغة
التأليف جعل الأشياء الكثيرة بحيث يطلق عليها اسم الواحد.  وقلب الإنسان سمي به لكثرة تقلبه، ويعبر بالقلب عن المعاني المختصة به من روح وعلم وشجاعة.
وقيل المؤلفة في اللغة جمع مؤلف وهو اسم مفعول من الألفة، يقال: ألفت بينهم تأليفا إذا جمعت بينهم بعد تفرق، والمراد بتأليف قلوبهم استمالة قلوبهم بالإحسان والمودّة. والمؤلفة قلوبهم في الاصطلاح: هم الّذين يراد تأليف قلوبهم بالاستمالة إلى الإسلام، أو تقريرا لهم على الإسلام، أو كف شرهم عن المسلمين، أو نصرهم على عدو لهم، ونحو ذلك.

## المؤلفة قلوبهم في عهد الرسول
المؤلفة قلوبهم مصطلح إسلامي. المؤلفة قلوبهم هم قوم دخلوا في الإسلام من غير أن يرسخ الإيمان في قرارة نفوسهم وقد كان لهم تأثير في مجتمعهم بسبب مكانتهم الاجتماعية، ومن بين هؤلاء أبو سفيان بن حرب، ويعلى بن أمية، فقد كان النبي يعطيهم نصيباً من الزكاة من أجل تأليفهم، لما لهم من مكانة في مجتمعهم القرشي. إذ شرع الله تعالى دفع الزكاة للمؤلفة قلوبهم، فقد جاء في الآية الكريمة ﴿إِنَّمَا الصَّدَقَاتُ لِلْفُقَرَاءِ وَالْمَسَاكِينِ وَالْعَامِلِينَ عَلَيْهَا وَالْمُؤَلَّفَةِ قُلُوبُهُمْ وَفِي الرِّقَابِ وَالْغَارِمِينَ وَفِي سَبِيلِ اللَّهِ وَابْنِ السَّبِيلِ فَرِيضَةً مِنَ اللَّهِ وَاللَّهُ عَلِيمٌ حَكِيمٌ ۝٦٠﴾ [التوبة:60] جواز دفع الزكاة لهم، وهؤلاء كانوا يعطون لأجل مصلحة الإسلام حتى لا ينقضوا ضد الإسلام، ولا يعينوا خصومه عليه، لأن إيمانهم لم يرسخ في قرارة قلوبهم وإنما إسلامهم يوم لات حين مناص، عندما أصبح الإسلام قاهراً متمكناً ولم يجدوا مفراً عن الدخول فيه، واستمر الحال كذلك إلى أن قوى الإسلام وعظمت شوكته واشتد عوده، فرأى عمر بن الخطاب الاستغناء عنهم، وأدرك أنهم لا يؤثرون في الإسلام شيئاً إذ لا مقدرة لهم على التأثير، كيف والناس من حولهم صقل الإيمان نفوسهم، وقطع صلتها بجميع علائق الجاهلية، فلم ير لهؤلاء أي تأثير أن لم يعطوا، وأجابهم أنهم كانوا يعطون من الزكاة عندما كان الإسلام ابن لبون أما الآن وقد بزل فلا. وهذه نظرة منه إلى مقصد الشارع من فرض هذه الفريضة لهم، فإن مقصد الشارع النظر في مصلحة الإسلام وسد حاجة الإسلام، وعندما أصبح الإسلام غنياً عن هذا الجانب لم تكن هناك حاجة إلى هؤلاء، ولذلك رأى عمر أن يرد سهمهم إلى بقية المخارج التي دفعت الزكاة فيها، والله أعلم.

### تقسيم
المؤلفة قلوبهم نوعان: كافر ومسلم، فالكافر إما أن يرجى بعطيته منفعة كإسلامه أو دفع مضرته إذا لم يندفع إلا بذلك، والمسلم المطاع يرجى بعطيته المنفعة أيضاً، لحسن إسلامه أو إسلام نظيره، أو جباية المال ممن لا يعطيه إلا لخوف أو لنكاية في العدو، أو كف ضرره عن المسلمين إذا لم ينكف إلا بذلك.